# Pajarillo (distrito)
Pajarillo é um distrito do Peru, departamento de San Martín, localizada na província de Mariscal Cáceres.

## Transporte
O distrito de Pajarillo é servido pela seguinte rodovia:
- SM-119, que liga o distrito de Bellavista à cidade de Alto Biavo